# Escuela de Ingeniería (Universidad Autónoma de Barcelona)
La Escuela de Ingeniería, fundada en 1998,  es una facultad de la Universidad Autónoma de Barcelona. Imparte estudios a nivel de grado, máster y doctorado en diferentes campos de la ingeniería en sus dos sedes, ubicadas en el campus de Bellaterra y en Sabadell. 
La Escuela acoge los estudios de ingeniería que se ofrecen en la Universidad Autónoma de Barcelona, concretamente en los ámbito de la ingeniería informática, la ingeniería de telecomunicaciones, la electrónica, la ingeniería química, la gestión aeronáutica, la gestión de ciudades inteligentes; y recientemente, la ingeniería de datos y la inteligencia artificial. Ofertando un total de 17 grados, 11 másteres y 3 doctorados.
La sede de la escuela se encuentra ubicada en uno de los entornos tecnológicos e industriales más importantes del país con una gran concentración de empresas y centros de investigación de tecnología. La escuela tiene un estrecho contacto con empresas y centros de investigación para el desarrollo de sus actividades de docencia e investigación.

### Historia
La Escuela de Ingeniería se inauguró formalmente el 29 de abril de 1998 mediante el decreto de la Generalitat de Catalunya del 4 de mayo de 1998 (105/1998), contando como director con el Dr. Francesc Serra Mestres. La actividad académica se inició en el curso 1998-1999 en el edificio de la Facultad de Ciencia. No va a ser hasta el curso 2000-2001 que las actividades académicas se mudaron al nuevo edificio Q en el campus de Bellaterra.
Desde 1972, la universidad ofrece los estudios de Ingeniería Informática, entonces en la facultad de ciencias, siendo la primera universidad en ofrecer dichos estudios en Cataluña.
A partir del curso 2004-2005, con el objetivo de adaptarse al Plan Bolonia, se puso en marcha el Grado en Tecnología (Informática), un grado propio de 180 ECTs. Este grado daba acceso a las competencias para acceder a los nuevos estudios de máster que estaban apareciendo en el marco de convergencia al espacio europeo de educación superior (EEES). Se trató de una experiencia piloto con el objetivo de comenzar la adaptación al EEES.
En febrero de 1993 se iniciaron los estudios de Ingeniería Electrónica, realizados en colaboración con la Universidad de Barcelona, de manera que los estudiantes podían escoger asignaturas optativas de cualquiera de las dos universidad. Más tarde, en el año 2000, se reformó el plan te estudios y se continuó con las titulaciones de manera independiente. 
Los estudios de Ingeniería Química se iniciaron en el curso 1993-1994. El plan de estudios de 2002 pretendía compaginar las formación de ingenieros químicos en colaboración con la Universidad de Barcelona y la Universidad Politécnica de Catalunya. 
El cursos 2001-2002 se comenzaron a impartir los estudios de Ingeniería de Materias como una titulación de segundo ciclo, dando continuidad a estudios de primer ciclo en Física o Ingeniería de Minas, entre otros. Estos estudios respondían a la experiencia desarrollado por la Escuela a partir de su colaboración con el Instituto de Ciencia de Materiales de Barcelona Archivado el 28 de noviembre de 2020 en Wayback Machine. . En ese mismo curso, también se ponían en marcha los estudios de Ingeniería Técnica de Telecomunicaciones. 
La Ingeniería Superior de Telecomunicaciones se comenzó a ofrecer en el curso 2004-2005, ofreciendo continuidad a la Ingeniería Técnica en Telecomunicaciones. En ese mismo curso, también se iniciaron los estudio en Gestión Aeronáutica, con la ayuda de la Embry Riddel Aeronautical University.
Durante el curso de 2005-2006 se comenzó a impartir una doble titulación en Ingeniería Informática y Matemáticas. Además en el curso 2006-2007 se pusieron en funcionamiento los nuevos estudios de máster en Informática Avanzada y en Micro y Nanoelectrónica, con una orientación plenamente investigadora. 
Finalmente, el curso 2010-2011, se iniciaron los nuevos estudios de grado adaptadlos al EEES. El curso 2017-2018 se creó el nuevo grado en Gestión de Ciudades Inteligentes y Sostenibles, atendiendo a las demandas de la sociedad formados en este ámbito. El curso 2018-2019 se pone en funcionamiento el grado en Ingeniería de Datos y el curso 2021-2022 se inaugura el grado en Inteligencia Artificial.

### Departamentos
La Escuela de Ingeniería se organiza a partir de una serie de departamentos a los cuales se encuentran asociados los diferentes grupos de investigación y profesores de la escuela. 
- Departamento de Arquitectura de Computadores y Sistemas Operativos
- Departamento de Ingeniería de la Información y de la Comunicación
- Departamento de Ciencias de la Computación
- Departamento de Telecomunicaciones y de Ingeniería de Sistemas
- Departamento de Ingeniería Química, Biológica y Ambiental
- Departamento de Ingeniería Ambiental
- Departamento de Microelectrónica y Sistemas Microelectrónicas

### Institutos y Centros de Investigación
Alrededor de la Escuela de Ingeniería se han ido instalando una serie de institutos y centros de investigación, que cuenta con la participación de la propia universidad, la Generalitat de Cataluña y el Centro Superior de Investigaciones Científicas (CSIC). La Escuela de Ingeniería se beneficia de estos centros mediante la estrecha colaboración en investigación y la participación de investigadores como profesores. 
Entre los Institutos y Centros de Investigación conectados con la Escuela de Ingeniería se encuentran: 
- Instituto de Investigación en Inteligencia Artificial (CSIC)
- Instituto de Ciencias Materiales de Barcelona (CSIC)
- Instituto Catalán de Nanociencia i Nanotecnología (CSIC)
- Centro de Visión por Computador
- Instituto de Microelectrónica de Barcelona - IMB-CNM (CSIC)
- Instituto de Estudios Espaciales de Cataluña (CSIC)

## Galería

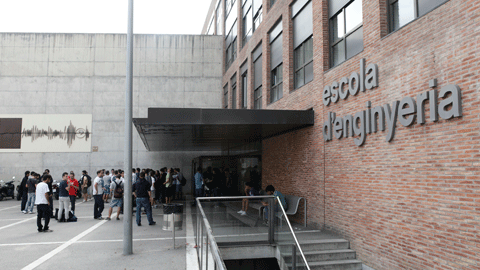
Entrada de la Escuela de Ingeniería de la Universidad Autónoma de Barcelona
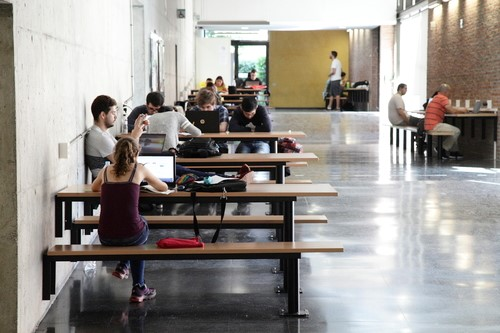
Pasillo de la Escuela de Ingeniería de la Universidad Autónoma de Barcelona
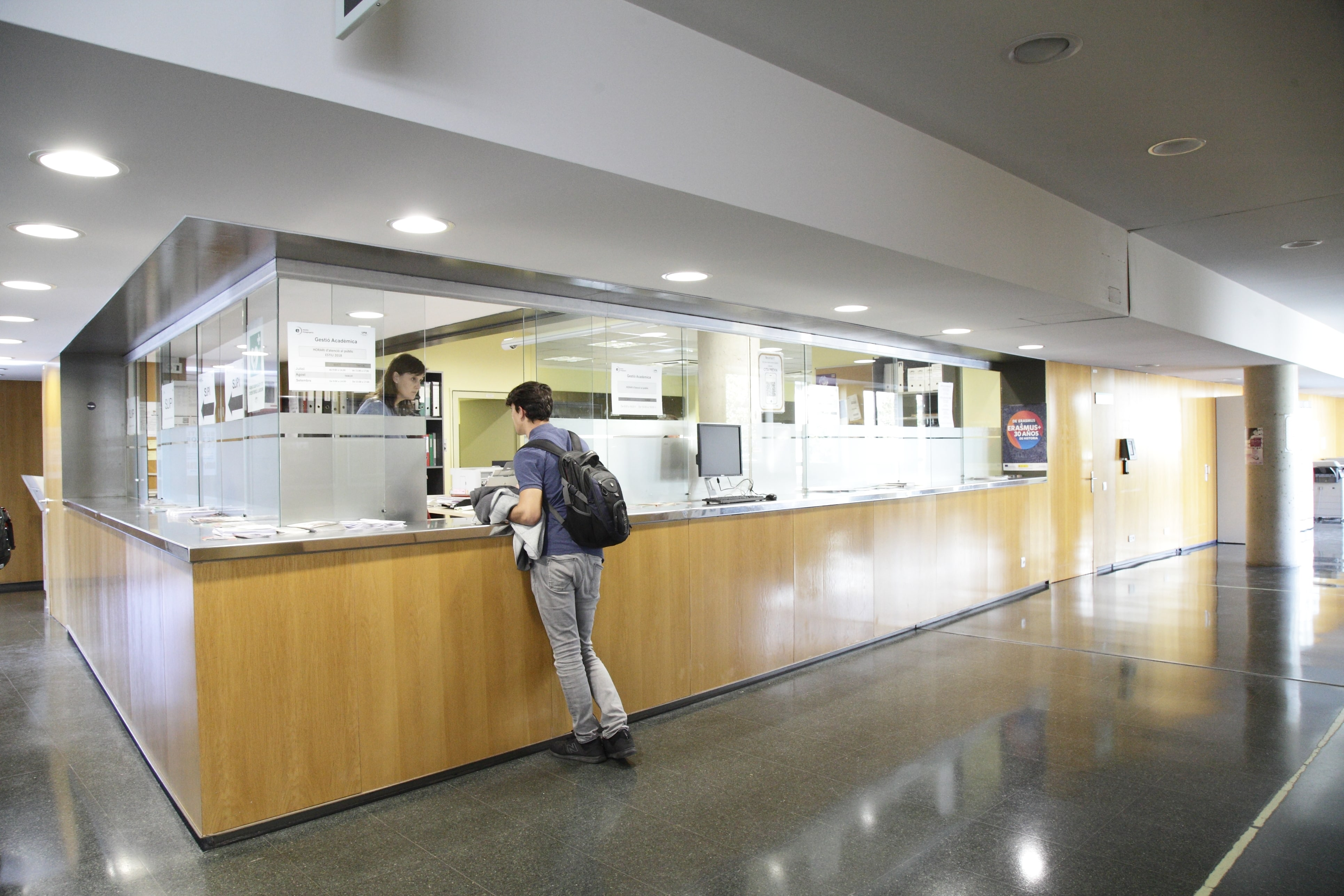
Gestión Académica de la Escuela de Ingeniería de la Universidad Autónoma de Barcelona
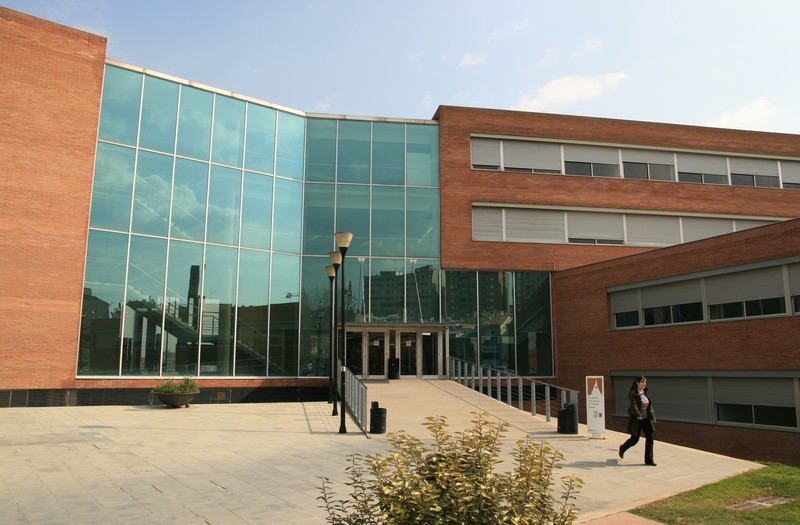
Sede la escuela de Ingeniería de la Universidad Autónoma de Barcelona en Sabadell